# Фабрика (Болоња)
Фабрика (итал. Fabbrica) је насеље у Италији у округу Болоња, региону Емилија-Ромања.
Према процени из 2011. у насељу је живело 277 становника. Насеље се налази на надморској висини од 76 м.